# Irwin (Iowa)
Irwin es una ciudad ubicada en el condado de Shelby en el estado estadounidense de Iowa. En el Censo de 2010 tenía una población de 341 habitantes y una densidad poblacional de 220,91 personas por km².

## Geografía
Irwin se encuentra ubicada en las coordenadas 41°47′25″N 95°12′25″O / 41.79028, -95.20694. Según la Oficina del Censo de los Estados Unidos, Irwin tiene una superficie total de 1.54 km², de la cual 1.54 km² corresponden a tierra firme y (0%) 0 km² es agua.

## Demografía
Según el censo de 2010, había 341 personas residiendo en Irwin. La densidad de población era de 220,91 hab./km². De los 341 habitantes, Irwin estaba compuesto por el 98.83% blancos, el 0% eran afroamericanos, el 0% eran amerindios, el 0% eran asiáticos, el 0% eran isleños del Pacífico, el 0.59% eran de otras razas y el 0.59% pertenecían a dos o más razas. Del total de la población el 1.17% eran hispanos o latinos de cualquier raza.